# Sulfonylhalid

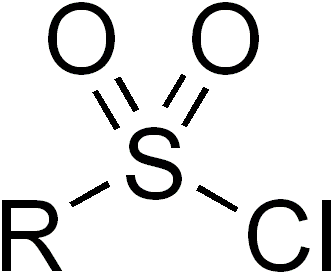
En sulfonylklorid.

Sulfonylhalider är viktiga reagens inom den organiska kemin. Deras generella formel är R-SO2X där X betecknar en halogen. 
Sulfonylfluorider, R-SO2F, är viktiga intermediärer vid framställning av perfluorerade sulfonsyraderivat. 
Sulfonylklorider, R-SO2Cl, är den mest betydelsefulla klassen sulfonylhalider. De ger med aminer motsvarande sulfonamid, med alkoholer sulfonatestrar och med vatten sulfonsyror.